# Ernst Kleiner

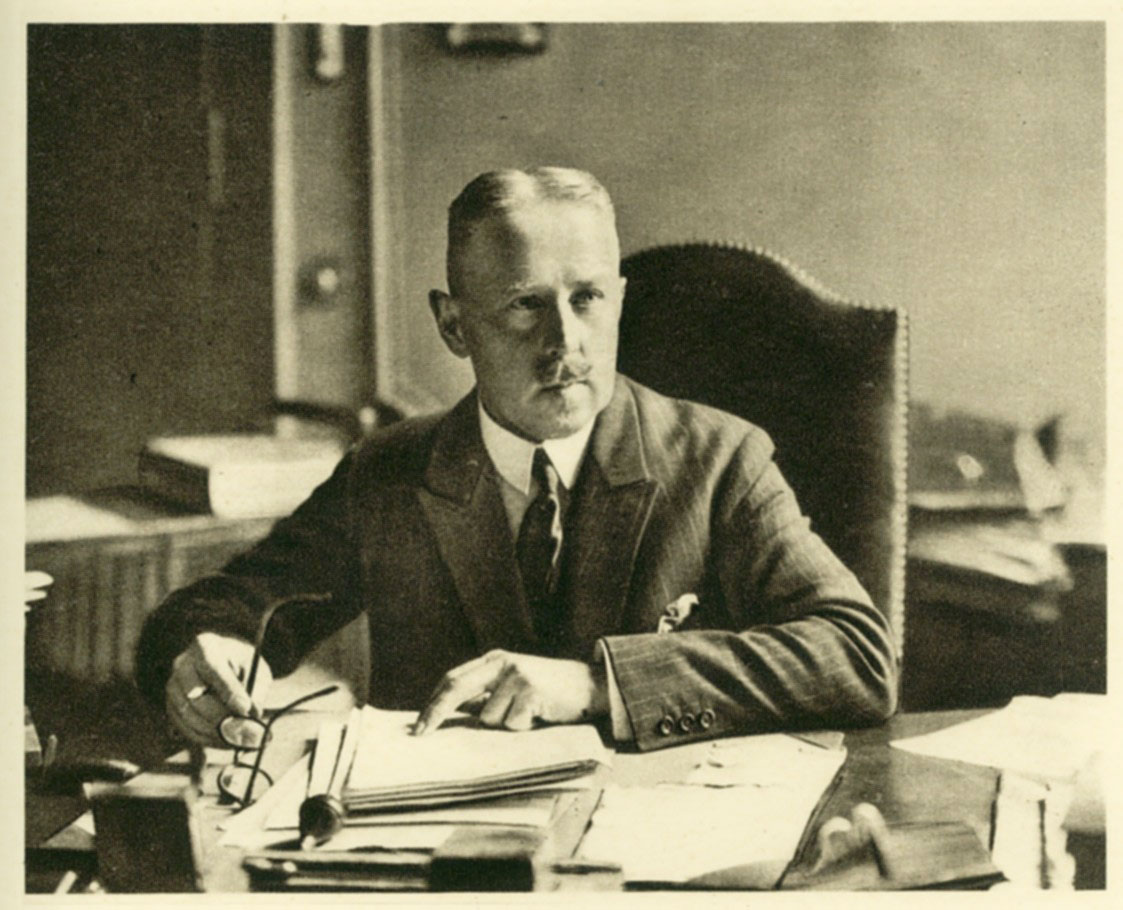
Ernst Kleiner, 1926

Richard Ernst Kleiner (* 26. August 1871 in Kattowitz, Oberschlesien; † 28. Dezember 1951 in Meißen) war ein deutscher Verwaltungsjurist und Bankmanager.

## Leben
Nach dem Abitur am Gymnasium in Kattowitz studierte Ernst Kleiner an der Eberhard Karls Universität Tübingen Staatswissenschaften. 1890 wurde er im Corps Suevia Tübingen recipiert. Als Inaktiver wechselte er an die Friedrich-Wilhelm-Universität zu Berlin und die Schlesische Friedrich-Wilhelm-Universität Breslau. 1893 legte er in Breslau das Referendarexamen ab. Im Vorbereitungsdienst war er 1896 bei der Regierung in Breslau beschäftigt. 1899 bestand er das Zweite Staatsexamen.
1899 wurde Kleiner Regierungsassessor beim Landratsamt Kempen im Rheinland. Kleiner heiratete am 10. April 1901 in Berlin Anita Maria Reimer. 1904 kam er zur Regierung in Frankfurt. 1905–1920 war er Landrat im Kreis Lebus. Nachdem er bereits während des Ersten Weltkrieges zu den Leitern der Reichsgetreidestelle gehört hatte, wurde er 1920 deren Präsident. In seiner Funktion als Landrat wurde er 1906 Mitglied des Vorstandes des Brandenburgischen Sparkassenverbandes. 1916 wurde er in den Vorstand des Brandenburgischen Sparkassen- und Giroverbandes und kurz danach in den Vorstand des Deutschen Zentral-Giroverbandes gewählt. 1921 wurde er Präsident und 1924 hauptamtlicher Präsident des Deutschen Sparkassen- und Giroverbandes, in den sich der Deutsche Zentralgiroverband umbenannt hatte. Im selben Jahr wurde er auch Präsident des Direktoriums der Deutschen Girozentrale, Deutsche Kommunalbank in Berlin. Im September 1924 fuhr der etwa 1,80 m große, blonde und blauäugige Kleiner mit seiner Frau Anita für fünf Wochen mit der Columbus der Norddeutschen Lloyd von Bremen nach New York City. Er gab bei seiner Einreise einen Herrn A. Maxwell von der Pittsburgh Steel Comp. in Pittsburgh als Besuchsziel an. Das Ehepaar reiste im Oktober 1924 wieder mit der Columbus von New York City über Plymouth nach Bremen zurück. 1929 wurde Kleiner an der Ruprecht-Karls-Universität Heidelberg zum Dr. iur. promoviert. 1933 gehörte er als Präsident des Deutschen Sparkassen- und Giroverbandes zu den Gründungsmitgliedern der von Hans Frank ausgerufenen Akademie für Deutsches Recht.
Wegen persönlicher und sachlicher Differenzen mit der obersten Sparkassen-Aufsichtsbehörde legte er 1935 sein Amt nieder. In der Nachkriegszeit lebte er in Meißen, wo er ehrenamtlich im Vorstand der CDU, in der Stadtverwaltung und in den Gremien von Stadt- und Kreissparkasse tätig war.